# Jonte Borg
Jonathan Eddie Borg, född 25 juli 1996 i Bjärnum, är en svensk youtubare. På YouTube har han kanalerna Dumbass Productions, BORG och Jonte Borg.

## Biografi
Jonathan Borg fick sitt genombrott med Youtube-kanalen Dumbass Productions, en kanal där han – ursprungligen tillsammans med en vän, men senare på egen hand – utövade stunts, vilket han blivit nominerad i Guldtuben i Årets action tre år i rad, och tagit hem två av priserna. Under sina tidiga år på Youtube fick han en del exponering genom att ofta vara delaktig i pranks på Joakim Lundells dåvarande aktiva kanal, Jockiboi TV. På senare tid har Borg startat en vloggkanal, där han videobloggar händelser i sitt liv och tar sig an olika utmaningar.
2017 fick Borg sin egen realityserie, med sitt eget namn, Jonte Borg, på Viafree, där man får följa honom i hans vardag där han bland annat förbereder och utövar stunts. 2020 medverkade Borg i tv-programmet Splash, som sändes på Discovery+ och Youtube-kanalen Jocke & Jonna.
Borg är numera bosatt i Hässleholm.

## Priser och utmärkelser
| År   | Pris                    | Resultat  | Ref   |
| ---- | ----------------------- | --------- | ----- |
| 2015 | Guldtuben: Årets action | Nominerad | [ 2 ] |
| 2016 | Guldtuben: Årets action | Vann      | [ 3 ] |
| 2017 | Guldtuben: Årets action | Vann      | [ 4 ] |